# Galeruca mauritiana
Galeruca mauritiana es una especie de insecto coleóptero de la familia Chrysomelidae.
Fue descrita científicamente en 1903 por Fairmaire.